# Monkman Pass
Monkman Pass är ett bergspass i Kanada.   Det ligger i provinsen British Columbia, i den centrala delen av landet, 3 300 km väster om huvudstaden Ottawa. Monkman Pass ligger 1 059 meter över havet.
Terrängen runt Monkman Pass är bergig västerut, men österut är den kuperad. Monkman Pass ligger nere i en dal. Trakten runt Monkman Pass är nära nog obefolkad, med mindre än två invånare per kvadratkilometer.. Det finns inga samhällen i närheten. 
Trakten runt Monkman Pass består i huvudsak av gräsmarker.